# Coupe du monde de marathon FINA de nage en eau libre 2018
Navigation
Édition 2017 Édition 2019
L'édition 2018 de la Coupe du monde de marathon FINA de nage en eau libre se dispute entre les mois de mars et novembre. Elle est appelée Marathon Swim World Series 2018.

## Étapes
L'édition 2018 est composée de 8 étapes de 10 kilomètres chacune :
| Date         | Lieu         |
| ------------ | ------------ |
| 17 mars      | Doha         |
| 20 mai       | Seychelles   |
| 9 juin       | Setúbal      |
| 16 juin      | Balatonfüred |
| 26 juillet   | Lac St-Jean  |
| 11 août      | Lac Mégantic |
| 16 septembre | Chun'an      |
| 24 novembre  | Abou Dhabi   |

## Attribution des points
| Classement | 1  | 2  | 3  | 4  | 5  | 6  | 7 | 8 | 9 | 10 | + |
| ---------- | -- | -- | -- | -- | -- | -- | - | - | - | -- | - |
| Points     | 20 | 18 | 16 | 14 | 12 | 10 | 8 | 6 | 4 | 3  | 2 |

## Classement final
Pour être classés, les nageurs doivent avoir participé à au moins 70 % des courses.

## Vainqueurs par épreuve
| Étapes       | Hommes             | Hommes             |                       | Femmes             | Femmes |
| Étapes       | Vainqueur          | Temps              | Vainqueur             | Temps              |        |
| Doha         | Ferry Weertman     | 1 h 52 min 41 s 60 | Sharon van Rouwendaal | 2 h 2 min 24 s 40  |        |
| Seychelles   | Simone Ruffini     | 1 h 49 min 41 s 90 | Arianna Bridi         | 1 h 58 min 32 s 30 |        |
| Setúbal      | Kristóf Rasovszky  | 1 h 55 min 57 s 53 | Haley Anderson        | 2 h 5 min 18 s 89  |        |
| Balatonfüred | Florian Wellbrock  | 1 h 55 min 40 s 20 | Ana Marcela Cunha     | 2 h 5 min 53 s 10  |        |
| Lac St-Jean  | Marcel Schouten    | 1 h 56 min 10 s 20 | Ana Marcela Cunha     | 2 h 5 min 42 s 90  |        |
| Lac Mégantic | Christian Reichert | 1 h 56 min 52 s 50 | Xin Xin               | 2 h 4 min 40 s 50  |        |
| Chun'an      | Jack Burnell       | 1 h 56 min 34 s 80 | Xin Xin               | 2 h 6 min 22 s 60  |        |
| Abou Dhabi   | Florian Wellbrock  | 1 h 53 min 0 s 90  | Arianna Bridi         | 2 h 0 min 21 s 80  |        |